# عين قادة
عين قادة إحدى بلديات دائرة سيدي علي بوسيدي في ولاية سيدي بلعباس الجزائرية.

## الموقع الجغرافي
تقع بلدية عين قادة شمال ولاية سيدي بلعباس يحدها:
- شرقا: بلدية سيدي يعقوب
- غربا: بلدية سيدي دحو وبلدية سيدي علي بوسيدي
- شمالا: بلدية السهالة وبلدية سيدي دحو
- جنوبا: بلدية سيدي علي بوسيدي.
- تم بناء المقر سنة 1970م
- مساحتها 700 كلم²
- مساحة مقر البلدية 900كلم²